# Glanapteryx
Glanapteryx là một chi cá da trơn trong họ Trichomycteridae. Chi này bao gồm hai loài, G. anguilla và G. niobium.
Glanapteryx là chi chỉ có một loài. Glanapteryx đã được đề nghị phân loại là nhóm chị em của một clade gồm Pygidianops và Typhlobelus, với nhóm chị em Listrura của 3 clade này.
G. anguilla xuất phát từ lưu vực sông Negro và Orinoco ở Brasil và Venezuela, có kích thước khoảng 6,1 cm. G. niobium reaches about 5.5 cm (2.2 in). Loài cá này thiếu anal fin.
Glanapteryx anguilla đã được tìm thấy ở các suối trong rừng nhỏ với bãi cát có lá rụng bao phủ.